# Lennaert Maes

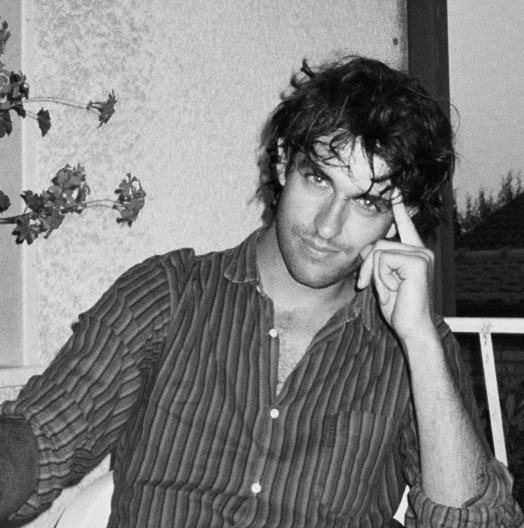
Lennaert Maes alias Lenny

Lennaert Maes (Leuven, 4 mei 1978) is een Belgische liedjesschrijver, zanger en acteur. Hij is de frontman van de band Lenny & De Wespen en staat ook op de planken onder zijn eigen naam.
Lennaert studeerde Germaanse talen in Leuven en begon op te treden in het Nederlands. 
In 2002 richt hij de band Wesp op, en nog in datzelfde jaar wordt dat Lenny & De Wespen. Op de finale van de Nekka-wedstrijd 2003 sleept de band drie prijzen in de wacht. 
Vanaf 2004 treedt Lennaert ook solo op als cabaretier. In september 2004 wint hij het Parkstad Cabaretfestival in Heerlen.
In 2005 wint hij De Gouden Kabouter en de publieksprijs op het festival CabareteSKE in Eindhoven, en in datzelfde jaar speelt hij de finale op het Rotterdamse Cameretten-festival.
In 2006 brengt hij met Lenny & De Wespen een eerste full-cd ("Eet van mij") op de markt, waarna de band speelt op de zomerfestivals (Dranouter, Marktrock, Gentse Feesten ...) en in de theaters.
In 2007 neemt Lennaert deel aan het populaire tv-programma "Zo is er maar één". Hij wint de aflevering rond het thema 'Feest' met zijn cover van "Malle Babbe". Een maand later brengt hij datzelfde nummer aan de zijde van Boudewijn de Groot in het Sportpaleis tijdens de Nekka-Nacht.
Lennaert is regelmatig aan de slag als presentator van festivals en schoolprogramma's. Samen met Wigbert Van Lierde speelt hij enkele jaren het muzikale schoolprogramma "De Lage Landen", dat in 2007 door Nekka wordt bekroond met de Prijs der Vlaamse Klei.
In 2008 brengt hij met Lenny & de Wespen een tweede cd op de markt met als titel "Geen helden meer". Vooral het nummer "Als het kan" doet het goed op de radio. Nog in 2008 schrijft Lennaert liedjes voor het kindertheaterstuk "Pluk van de Petteflet" en in het najaar schrijft hij elke week een nieuw lied voor het Radio 2-programma "Inspecteur Decaluwé".
In 2009 voegt Lennaert zich bij Karl Vannieuwkerke en zijn Supappes voor het programma "Wielerjaar 2009". 
Ook in 2009 brengt Lennaert voor het eerst een voorstelling op maat van wie Nederlands leert. Nadien zullen nog verschillende producties volgen onder de naam "Lennaert & de Bonski's". Op vraag van de Nederlandse Taalunie mag Lennaert in 2010 een eerste keer op tournee in Indonesië, waar nog Nederlands onderwezen wordt. Er volgen nog 4 uitnodigingen om in Indonesïe te komen spelen. In 2015 reist hij samen met actrice en toenmalig VRT-anker Andrea Croonenberghs naar Java, en in 2018 neemt hij Ernst Jansz (Doe Maar) mee.
In 2010 verschijnt een solo-album - "Verschil moet er zijn"; een album dat weinig potten breekt.
In 2011 kiest Maes weer voor het cabaret en wint hij de publieksprijs tijdens de finale van het Leids Cabaret Festival, waarop een tournee langs de Nederlandse theaters volgt. In de zomer van 2011 staat hij o.a. op het Nederlandse festival Lowlands. In 2012-2013 speelt hij zijn cabaretvoorstelling "NederBelgië" in de Nederlandse theaters.
Vanaf 2013 staat Lennaert ook in Vlaanderen als acteur op de planken met de kindervoorstellingen "Red & Lily" en "De ReisRus".
In 2012-2014 maakt Maes samen met Andries Boone een trilogie rond erfgoed en oude volksverhalen.
Begin 2012 brengen ze de "Soundtrack van de Demerbroeken" uit, over Zichem en figuren uit het werk van Ernest Claes, met gastbijdragen van o.a. Jan De Wilde, Guy Swinnen en Annelies Brosens (Laïs).
Eind 2013 verschijnt "iet me ziel", een cd rond de geschiedenis van de stad Leuven. Heel wat gastzangers (o.a.Paul Michiels en Big Bill) zingen een liedje en 87 Leuvense muzikanten spelen mee.
Eind 2014 verschijnt "Als de nacht", rond oude sagen uit Vlaams-Brabant. Gastzangers zijn o.a. Nele Van den Broeck en Thuis-acteur Jeroen Lenaerts.
In 2016 komt de band Lenny & de Wespen na 7 jaar weer bij elkaar. De nieuwe cd "Zin" volgt in 2017. met de singles "Hey Marie" en "Einde van de rit" haalt de band de Vlaamse Top 10. Eind 2018 verschijnt al een nieuw full-album onder de titel "Instant". De singles "Blij" en "Alles gaat goed" staan weken in de Vlaamse Top 10 en op Ment-tv haalt "Blij" een nummer 1. In de zomer van 2019 speelt de band o.a. op Na Fir Bolg, Dranouter, Beleuvenissen en Boterhammen in het park.
Ism Nekka speelt Lennaert met Astrid Nijgh en Stoomboot vanaf 2018 het programma "Door de Overlevenden", waarin hulde wordt gebracht aan overleden artiesten uit de Lage Landen.
In volle coronatijd (2021) releasen Lenny & de Wespen hun "Pleisterplaat", waarvan de titelsong de grootste hit wordt. En in 2022 bestaat de band 20 jaar. Dat wordt gevierd met een tournee en het verzamelalbum "Singles & Extra's".

## Discografie
Lenny & de Wespen:
- 2004: 'Houtekiet' (ep)
- 2006: 'Eet van mij' (LC Music)
- 2008: 'Geen helden meer' (LC Music / On the moon)
- 2017: 'Zin' (Wesp/Coast to coast)
- 2018: 'Instant' (Buzzz)
- 2020: 'Pleisterplaat' (Buzzz)
- 2021: 'Singles & Extra's' (Buzzz)

Lennaert Maes:
- 2010: 'Verschil moet er zijn' (LC Music)
- 2015: 'De Cabaretliedjes - Live' (Wesp)

Project-cd's:
- 2009: 'De klerenkleptomaan (en andere liedjes)' - Liedjes voor wie Nederlands leert (De Rand)
- 2010: 'Spreek het uit' - Liedjes voor wie Nederlands leert (De Rand)
- 2010: 'Zonnerock' - Liedjes bij Zonneland (uitgeverij Averbode)
- 2011: 'Pretland' - Liedjes bij Zonnestraal (uitgeverij Averbode)
- 2012: 'Soundtrack van de Demerbroeken' (Munich / Majestic Records)
- 2013: 'Red de wereld' - cd-kinderboek met tekeningen van Tom Schamp (uitgeverij Hannibal / Compagnie Maandacht)
- 2013: 'Lennaert & De Bonski's kennen hun wereld' - Liedjes voor wie Nederlands leert (De Rand)
- 2013: 'iet me ziel' - Leuven in liedjes (Wesp)
- 2014: 'Als de nacht' - Liedjes van de nacht geïnspireerd op sagen uit Vlaams-Brabant (Wesp)
- 2015: 'De Bonski's gaan voor goud' - strip + cd voor wie Nederlands leert (Wesp/De Rand/Taalunie)
- 2015: 'Red & Lily' (Compagnie Maandacht)
- 2016: 'De Reisrus' - kinderliedjes bij de gelijknamige theatervoorstelling (De Rand)
- 2018: 'BOER!' - 6 beestige kinderliedjes (De Rand)
- 2019: 'Het beste van de Bonski's - 10 jaar muziek voor wie Nederlands leert" (De Rand / Taalunie)
- 2019: 'S.O.L.I.D.A.I.R' - Samen tegen armoede (Welzijnszorg)

Songs op compilaties:
- 'Ohlalala (de dag is mooi)' - Zomerhit 2021 (CNR Records)
- 'Genieten' - Het beste uit Ment Top 900 (Universal)
- 'Zomer van ons leven' - Zomerhit 2020 (CNR Records / VRT)
- 'Blij' - Ment: De Vlaamse Top 10 2019 (Universal)
- 'Hey Marie' - Ment: De Vlaamse Top 10 2017 (Universal)
- 'Jij' - Radio 2 Knuffelrock 2017 (Sony)
- 'Jij' - Viva Vlaanderen presenteert het beste van 2016 (Universal)
- 'Meneertje Nee' - De Kleinkunstkollektie volume 6 (Universal)
- 'Houtekiet' en 'Niks (azzek u ni heb)' op De Kleine Avonden volume 2 (Muziekcentrum Vlaanderen)
- 'Grote mond' live op Nekka-wedstrijd  2003-2004 (Nekka)
- 'Ieder dier heeft zijn geluid', 'Het weer kan verkeren', 'Alweer een jaar voorbij' en 'Spelen met woorden' op De Kracht van de Gitaar (De groene gedachte)